# Бараниківська сільська рада (Біловодський район)
| Бараниківська сільська рада — колишній орган місцевого самоврядування у Біловодському районі Луганської області з адміністративним центром у с. Бараниківка. Історична дата утворення: в 1923 році. Водоймища на території, підпорядкованій даній раді: річка Комишна. Сільській раді були підпорядковані населені пункти: - с. Бараниківка - с. Зелеківка |

## Склад ради
Рада складалася з 16 депутатів та голови.

### Керівний склад ради
| ПІБ                        | Основні відомості                                                                       | Дата обрання | Дата звільнення |
| -------------------------- | --------------------------------------------------------------------------------------- | ------------ | --------------- |
| Дмитренко Олег Іванович    | Сільський голова, 1968 року народження, освіта, член Партії регіонів                    | 26.03.2006   | 31.10.2010      |
| Журавльов Василь Дмитрович | Сільський голова, 1963 року народження, освіта середня спеціальна, член Партії регіонів | 31.10.2010   |                 |

Примітка: таблиця складена за даними джерела